# Šifova baza
Šifova baza (ili azometin), je dobila ime po Hugu Šifu. To je funkcionalna grupa koja sadrži ugljenik-azot dvostruku vezu sa azotnim atomom vezanim za aril ili alkil grupu, ali ne za vodonik. Šifove baze imaju generalnu formulu , gde je  aril ili alkil grupa, što čini Šifove baze stablnim iminima. Šifova baza izvedena iz anilina, gde je  fenil ili supstituisani fenil, se može zvati zvati anil.

## Sinteza
Šifova baze se mogu sintetisati iz aromatičnih amina i karbonil jedinjenja nukleofilnom adicijom formirajući hemiaminale. Tome sledi dehidratacija da bi se generisao imin. U tipičnoj reakciji, 4,4'-diaminodifenil etar reaguje sa o-vanilinom: